# Grobbendonk
Grobbendonk es una localidad y municipio de la provincia de Amberes en Bélgica. Sus municipios vecinos son Herentals, Herenthout, Nijlen, Vorselaar y Zandhoven. Tiene una superficie de 28,4 km² y una población en 2020 de 11.163 habitantes, siendo los habitantes en edad laboral el 64% de la población.

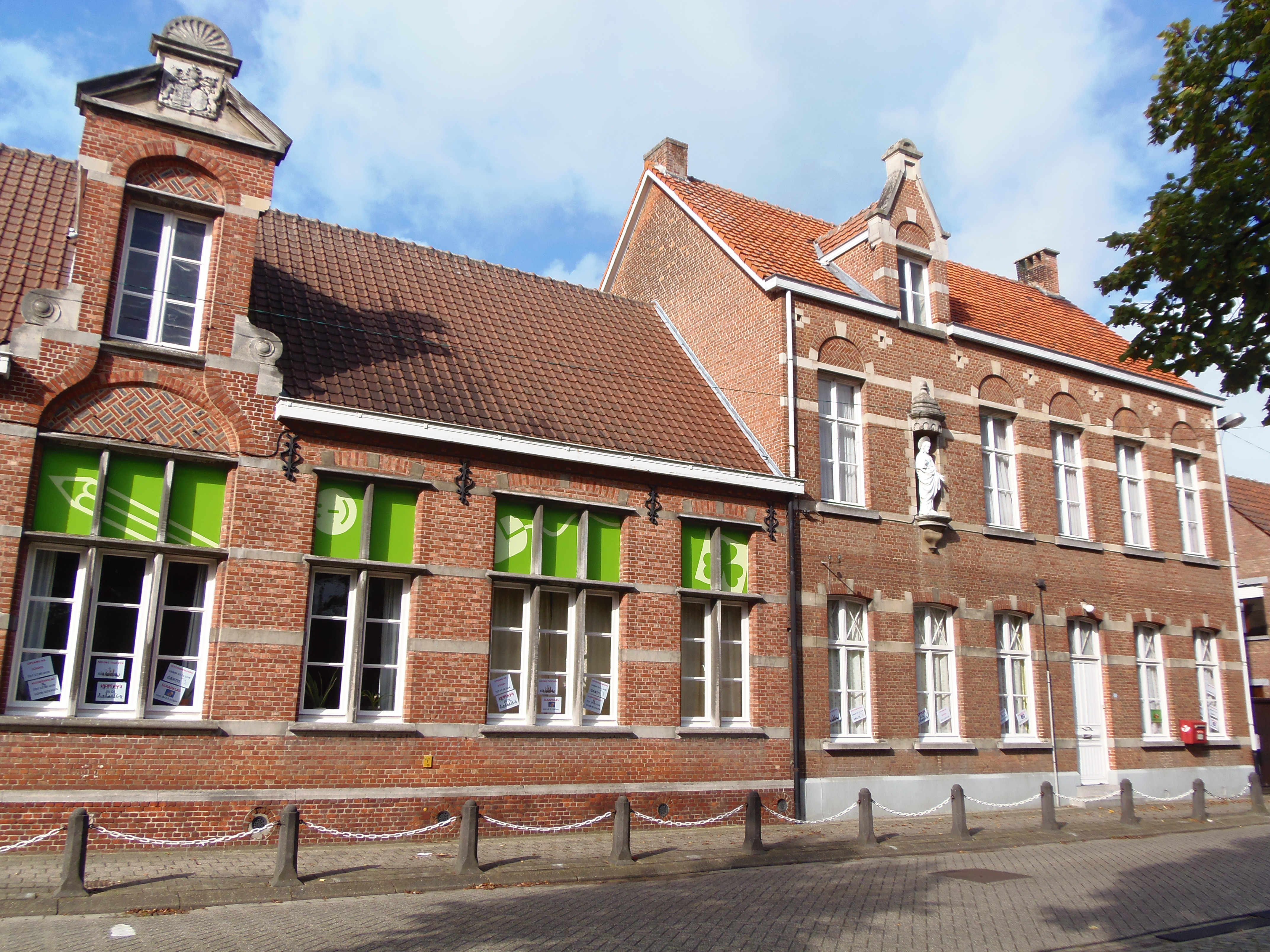
Casas tradicionales en Bouwel.

El municipio tiene dos localidades, la ciudad de Bouwel y la de Grobbendonk.
El primer Barón de Grobbendonck fue Anthonie II Schetz, un comandante militar al servicio de las tropas de España durante la Guerra de los Ochenta Años, teniendo las siguientes generaciones el título de "Conde de Grobbendonk" por decreto del rey Felipe IV de España, entre estos descendientes el duque de Ursel que era hereditariamente conde de Grobbendonk. La Casa de Ursel siguen siendo los "señores de Grobbendonk".

## Demografía

### Evolución
Todos los datos históricos relativos al actual municipio, el siguiente gráfico refleja su evolución demográfica, incluyendo municipios después de efectuada la fusión el 1 de enero de 1977.
| Gráfica de evolución demográfica de Grobbendonk entre 1846 y 2020 |
|                                                                   |